# Parafia św. Jadwigi Śląskiej w Milanówku
Parafia Świętej Jadwigi Śląskiej w Milanówku – rzymskokatolicka parafia należąca do dekanatu brwinowskiego, archidiecezji warszawskiej, metropolii warszawskiej Kościoła katolickiego, w Milanówku. Obsługiwana przez księży diecezjalnych.

## Historia
Parafia została erygowana w 1928. 

### Kościół parafialny
Kościół św. Jadwigi Śląskiej w Milanówku
Obecny kościół parafialny pochodzi z lat 1910–1912, konsekrowany w 1912.